# Première générale
Pour des articles plus généraux, voir Baccalauréat général et Classe de première française.
 (février 2019).
En France, la première générale est la deuxième année d'enseignement des lycées généraux. C'est la voie choisie par une grande partie des élèves, qui y rentrent en principe l'année de leur 16 ans. Elle est précédée par une classe de seconde générale et technologique, et est suivie par la classe de terminale générale, s'il n'y a pas de changements d'orientation particuliers.

## Généralités
La classe de première générale est accessible après la seconde générale et technologique, avec l'accord du conseil de classe.
C'est la deuxième étape pour obtenir le baccalauréat général.
| Niv 4 Bac +0 17 |                                   | Baccalauréat général Arts, SES, SVT, HGGSP, Humanités, LCA, LLCE, Maths, PC, NSI, SVT, SITerminale générale |                                   | Baccalauréat technologique STAV, ST2S, STD2A, STMG, S2TMD, STI2D, STHR, STLTerminale technologique |                     | Baccalauréat professionnel Alimentaire, Vente, Beauté, Bâtiment, Santé, Design, Véhicules, NumériqueTerminale professionnelle | BMA                                   | BP                                    | CS5 CS4 CS3                           | BM                                    | BTM |
| Niv 3 16        | Première générale                 | Première technologique                                                                                      | Première professionnelle          | CAP 2e année                                                                                       | CAP 2e année        | CAP 2e année | CAP 2e année                          | CAP 2e année                          |                                       |                                       |     |
| 15              | Seconde générale et technologique | Seconde générale et technologique                                                                           | Seconde générale et technologique | Seconde professionnelle                                                                            | CAP 1re année       | CAP 1re année | CAP 1re année                         | CAP 1re année                         | CAP 1re année                         |                                       |     |
| RNCP Âge        | Lycée général                     | | Lycée technologique               | | Lycée professionnel | Centre de formation d'apprentis (CFA)                                                                                         | Centre de formation d'apprentis (CFA) | Centre de formation d'apprentis (CFA) | Centre de formation d'apprentis (CFA) | Centre de formation d'apprentis (CFA) |     |

## Histoire
De l'année 1995-1996 à l'année 2018-2019 incluses, cette classe est composée de trois séries avec des programmes différents : la première économique et sociale, la première littéraire et la première scientifique.

## Matières enseignées depuis 2020
À la rentrée 2020, les séries ES, L et S sont supprimées. Les élèves suivent désormais des enseignements communs, des enseignements de spécialité et, s'ls le souhaitent, un ou plusieurs enseignements optionnels.
| Enseignements communs                                             | Enseignements communs   |
| ----------------------------------------------------------------- | ----------------------- |
| Français                                                          | 4 heures                |
| Histoire-géographie                                               | 3 heures                |
| Langue vivante A et Langue vivante B (enveloppe globalisée) a) b) | 4 heures 30             |
| Éducation physique et sportive                                    | 2 heures                |
| Enseignement scientifique c)                                      | 2 heures ou 3 heures 30 |
| Enseignement moral et civique                                     | 18 heures annuelles     |
| Enseignements de spécialité : 3 au choix parmi                    |                         |
| Arts d)                                                           | 4 heures                |
| Biologie-écologie e) (uniquement en lycée agricole)               | 4 heures                |
| Éducation physique, pratique et culture sportives (depuis 2021)   | 4 heures                |
| Histoire-géographie, géopolitique et sciences politiques          | 4 heures                |
| Humanités, littérature et philosophie                             | 4 heures                |
| Langues, littératures et cultures étrangères et régionales f)     | 4 heures                |
| Littérature et Langues et cultures de l'Antiquité g)              | 4 heures                |
| Mathématiques                                                     | 4 heures                |
| Numérique et sciences informatiques                               | 4 heures                |
| Physique-chimie                                                   | 4 heures                |
| Sciences de la vie et de la Terre                                 | 4 heures                |
| Sciences de l'ingénieur                                           | 4 heures                |
| Sciences économiques et sociales                                  | 4 heures                |
| Orientation                                                       |                         |
| Accompagnement personnalisé h)                                    | Selon le cas des élèves |
| Accompagnement au choix de l'orientation i)                       | Selon le cas des élèves |
| Heures de vie de classe                                           |                         |
|                                                                   |                         |
| Enseignements optionnels : 1 au choix parmi                       |                         |
| Langue vivante C a) b)                                            | 3 heures                |
| Langue des signes française                                       | 3 heures                |
| Langues et cultures de l'Antiquité : Latin i)                     | 3 heures                |
| Langues et cultures de l'Antiquité : Grec i)                      | 3 heures                |
| Éducation physique et sportive                                    | 3 heures                |
| Arts d)                                                           | 3 heures                |
| Hippologie et équitation e)                                       | 3 heures                |
| Agronomie-Écologie-Territoires e)                                 | 3 heures                |
| Pratiques sociales et culturelles e)                              | 3 heures                |

a) La langue vivante B ou C peut être étrangère ou régionale.
b) Enseignement auquel peut s'ajouter une heure avec un assistant de langue.
c) L’horaire d’enseignement scientifique est porté à 3 heures 30 (dont 1 heure 30 dédiée aux mathématiques) pour les élèves de première n’ayant pas choisi l’enseignement de spécialité de mathématiques.
d) Au choix parmi : arts plastiques ou cinéma-audiovisuel ou danse ou histoire des arts ou musique ou théâtre. Les arts du cirque ne peuvent être choisis qu'en enseignement de spécialité. Les élèves ont la possibilité de cumuler en enseignement de spécialité et en enseignement optionnel deux enseignements relevant d'un même domaine artistique ou non.
e) Enseignement assuré uniquement dans les lycées d'enseignement général et technologique agricole.
f) Au choix parmi les langues étrangères d'allemand, d'anglais, d'espagnol ou d'italien ; et parmi les langues régionales de basque, de breton, de catalan, de corse, de créole, d'occitan-langue d'oc et de tahitien.
g) Au choix parmi : latin ou grec ou enseignement conjoint des langues anciennes (ECLA).
h) Volume horaire déterminé selon les besoins des élèves
i) 54 heures, à titre indicatif, selon les besoins des élèves et les modalités de l'accompagnement à l'orientation mises en place dans l'établissement.
j) Les enseignements optionnels de LCA latin et grec peuvent être choisis en plus de l'enseignement optionnel suivi par ailleurs.

## Évaluation dans le cadre du baccalauréat (à partir de la rentrée 2020)

### Épreuves terminales anticipées de français
A la fin de l'année de première, les élèves passent les épreuves terminales anticipées de français. Il s'agit d'une épreuve écrite de 4 heures (coefficient 5) et d'une épreuve orale de 20 minutes, précédée de 30 minutes de préparation (également coefficient 5).

### Évaluation chiffrée des résultats de l'élève
Au cours de la classe de première, les moyennes trimestrielles ou semestrielles obtenues comptent pour un coefficient 3 dans la note finale du baccalauréat.